# 華僑城大廈
華僑城大廈，是一栋位于中华人民共和国广东省深圳市南山区華僑城內的超高层摩天大楼，鄰近深南大道及現有的華僑城行政大樓。工程於2014年3月動工，2017年11月封頂，2019年完工。本大樓建成後，將成為華僑城集團的總部，並提供寫字樓及購物中心。
整個項目將採用通力生產的升降機，並配備「Polaris」智能分配系統。

## 历史

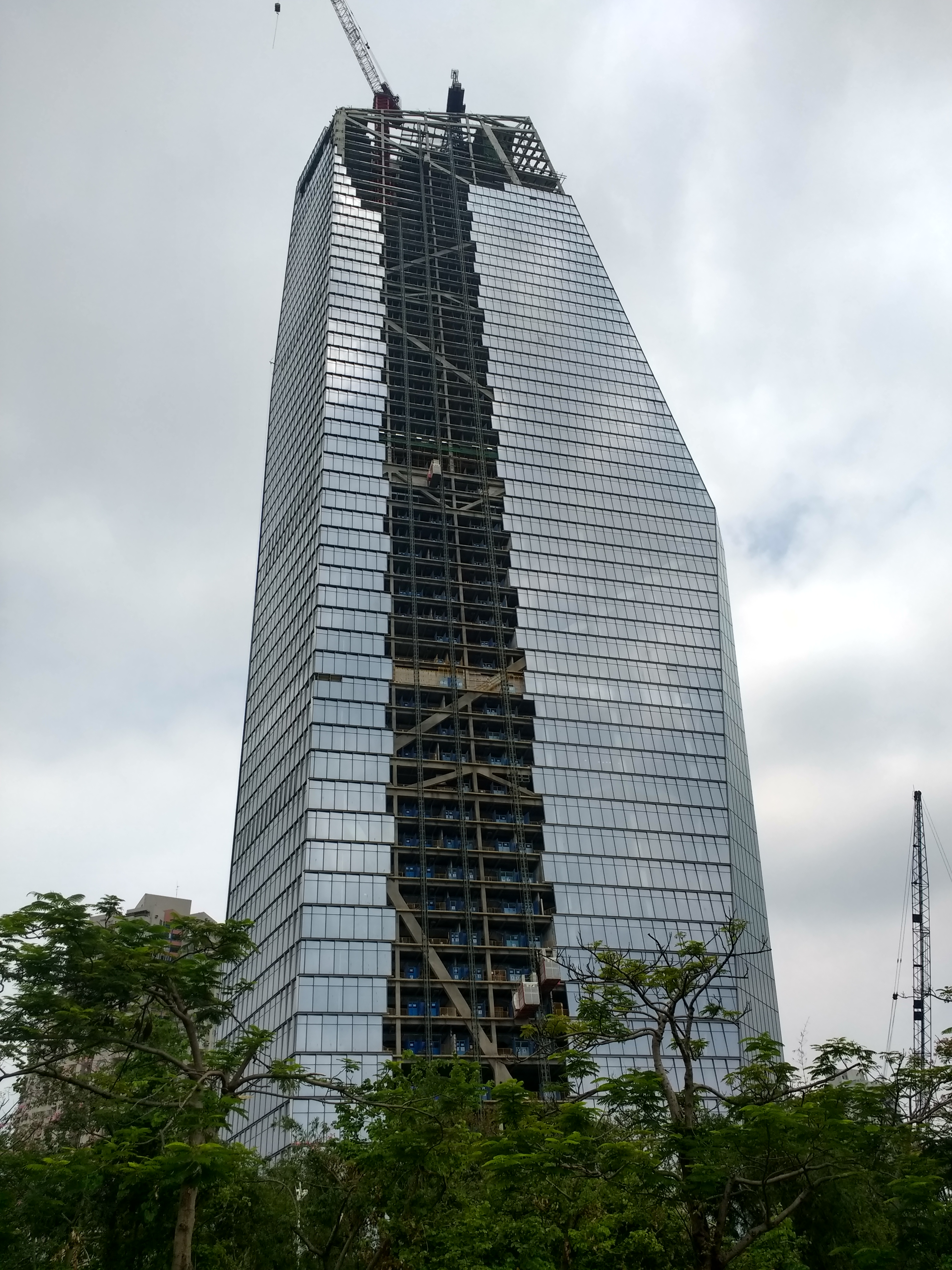
建设中

- 2003年，華僑城集團以補地價方式，取得包括本項目所在的T309-0160地塊在內的若干預留土地地上權（至2044年8月31日），但未簽立地契。
- 2013年4月，地盤完成平整。
- 2013年5月，華僑城集團將包括華僑城大廈在內四個剩餘土地開發項目，注入深圳华侨城房地产有限公司，作價66億人民幣，並由華房與政府補簽地契[3]。
- 2014年3月，項目正式動工。
- 2017年9月，華僑城大廈封頂，高度為300米。
- 2018年9月，華僑城大廈取得預售證，並將於10月中起拆售4-53樓寫字樓，以及分別在最低四層及59樓的商場及觀景台；至於54-58樓，則預留作華僑城集團總部。
- 2019年4月，華僑城集團將此廈60%地上權出售予中國人壽保險，作價120億元人民幣。